# Кашине Нуове (Пиза)
Кашине Нуове је насеље у Италији у округу Пиза, региону Тоскана.
Према процени из 2011. у насељу је живело 48 становника. Насеље се налази на надморској висини од 6 м.